# Cosa sarà
Pour plus de détails, voir Fiche technique et Distribution.
Cosa sarà est un film dramatique italien réalisé par Francesco Bruni et sorti en 2020.

## Synopsis
Bruno Salvati est un réalisateur de films qui n'a pas beaucoup de succès. Il s'est récemment séparé de sa femme Anna, avec laquelle il est resté en bons termes. Anna et Bruno ont deux enfants : Adele, une imprésario de 20 ans, et Tito, un adolescent perturbé.
À la suite d'un léger traumatisme physique, Bruno découvre qu'il est atteint d'une forme de leucémie. Son père, Umberto, voyant que Tito et Adele ne sont pas éligibles à une greffe de cellules souches hématopoïétiques, décide de lui révéler l'existence de sa demi-sœur. Le réalisateur part donc, avec son père et ses enfants, à la recherche d'une femme nommée Fiorella. Tous les quatre parviennent à retrouver la demi-sœur de Bruno, d'abord ébranlée et réticente à l'idée d'un prélèvement de moelle, puis acceptant le don.
La narration alterne entre la partie passée à l'hôpital pour la chimiothérapie avant la greffe et le reste de l'histoire.

## Fiche technique
- Titre original : Cosa sarà[1],[2]
- Réalisation : Francesco Bruni
- Scénario : Francesco Bruni
- Photographie : Carlo Rinaldi
- Montage : Luca Carrera, Alessandro Heffler (it)
- Musique : Ratchev & Carratello
- Décors : Ilaria Sadun, Cinzia Iademarco
- Production : Carlo Degli Esposti (it), Nicola Serra
- Sociétés de production : Palomar (it), Vision Distribution
- Pays de production :  Italie
- Langue originale : italien
- Format : couleurs
- Genre : Drame
- Durée : 101 minutes
- Dates de sortie : 
  - Italie : 24 octobre 2020
  - France : 19 juin 2021 (Festival de Rome à Paris)

## Distribution
- Kim Rossi Stuart : Bruno Salvati
- Lorenza Indovina : Anna
- Barbara Ronchi : Fiorella
- Giuseppe Pambieri : Umberto
- Ninni Bruschetta : producteur
- Raffaella Lebboroni : médecin
- Nicola Nocella : infirmier Nicola
- Fotinì Peluso : Adèle
- Tancredi Galli : Tito
- Elettra Dallimore Mallaby : la mère de Bruno
- Stefano Rossi Giordani